# Макейчик, Анатолий Николаевич
Анатолий Николаевич Макейчик — советский хозяйственный и политический деятель.

## Биография
Родился в 1937 году в Логойском районе Минской области.
Пережил немецко-фашистскую оккупацию.
Окончил среднюю школу.
В 1953—1956 гг. — полевод колхоза им. К. Маркса Логойского района Минской области Белорусской ССР.
В 1956—1959 гг. — военнослужащий Советской армии.
В 1959—1991 гг. — шлифовщик Минского станкостроительного производственного объединения имени С. М. Кирова Министерства станкостроительной и инструментальной промышленности СССР.
Избирался депутатом Верховного Совета СССР 11-го созыва.
Жил в Минске.

## Награды
- Орден Трудовой Славы II степени
- Орден Трудовой Славы III степени